# GRE心理學測試
GRE心理學測試是由美國教育考試服務中心（ETS）主辦的標準化考試，GRE專項考試之一，用於申請美國等英語國家的心理學研究生課程。

## 測試形式
以往紙筆考試時期，GRE心理學測試有205條多項選擇題，時間為2小時50分。
2023年9月起，GRE心理學測試改在電腦上進行，形式轉為144條多項選擇題，時間為2小時。

## 測試範圍
測試內容取自本科程度的心理學課程中常見的核心知識，分為六個內容領域：
- 生物心理學 — 30題
- 認知心理學 — 29題
- 社會心理學 — 19題
- 發展心理學 — 18題
- 臨床心理學 — 23題
- 測量、方法學及其他 — 25題

## 分數
測試成績包括一個總分，及六個內容領域中每一個領域的正確百分比分數。總分的取值範圍是200—990，以10分為間距，但實際上的分數範圍比較小。不同版本的測試總分可以比較，百分比分數不能比較。

## 測試日期
GRE心理學測試每年舉行三次，分別在9月、10月、4月下旬至5月初的三個時段進行，每個時段長14日，考生可在每個時段內考一次。